# Martin Jones (athlétisme)
Pour les articles homonymes, voir Martin Jones et Jones.
Martin Jones, né le 21 avril 1967, est un coureur de fond anglais. Il a remporté deux titres de champion du monde de course en montagne.

## Biographie
Lors du Trophée mondial de course en montagne 1992 à Suse, il mène la course sur parcours court de bout et bout et remporte le titre. Il décroche également la médaille d'or par équipes avec Robin Bergstrand et Mark Croasdale.
En 1993, les deux formats de course pour les hommes sont abandonnés au profit d'une seul épreuve, rassemblant ainsi tous les athlètes. Martin prend un mauvais départ, mais décide de poursuivre la course à son rythme, ignorant ses adversaires. Il rattrape la tête de course et franchit la ligne d'arrivée le premier, au terme d'un duel haletant avec l'Américain Dave Dunham et remporte ainsi son deuxième titre, de même que le bronze par équipes,.
Il termine 41e aux championnats du monde de semi-marathon 1993 à Bruxelles en 1 h 3 min 10 s.
Il est engagé sur la distance du 10 000 m aux Jeux du Commonwealth de 1994 à Victoria où il termine quatrième en 29 min 8 s 53.
Il prend part aux championnats du monde de cross-country où il termine 64e en 1994 et 59e en 1995.
Sa fille Harriet Knowles-Jones pratique également l'athlétisme et a remporté le titre de championne d'Europe junior de cross-country en 2017 à Šamorín.

## Palmarès

### Route/piste
| Année | Compétition                  | Lieu     | Place | Épreuve          | Performance    |
| ----- | ---------------------------- | -------- | ----- | ---------------- | -------------- |
| 1992  | Cardiff 10K                  | Cardiff  | 1er   | 10 kilomètres    | 29 min 14 s    |
| 1992  | Semi-marathon de Stroud      | Stroud   | 3e    | Semi-marathon    | 1 h 5 min 10 s |
| 1993  | Universiade d'été de 1993    | Buffalo  | 7e    | 10 000 m         | 28 min 58 s 87 |
| 1993  | Course de l'Escalade         | Genève   | 1er   | Course populaire | 26 min 3 s     |
| 1994  | Jeux du Commonwealth de 1994 | Victoria | 4e    | 10 000 m         | 29 min 8 s 53  |
| 1994  | Course de l'Escalade         | Genève   | 3e    | Course populaire | 26 min 10 s    |

### Course en montagne
| no  | masculin      | Course                                                 | Longueur | Départ           | Temps           |
| --- | ------------- | ------------------------------------------------------ | -------- | ---------------- | --------------- |
| 6e  | 6e            | Sierre-Zinal                                           | 31 km    | 11 août 1991     | 2 h 40 min 48 s |
| 1re | Médaille d'or | Trophée mondial de course en montagne - Parcours court | 10 km    | 30 août 1992     | 49 min 5 s      |
| 1re | Médaille d'or | Trophée mondial de course en montagne                  | 10,9 km  | 5 septembre 1993 | 51 min 43 s     |

## Records
| Épreuve       | Performance    | Date              | Lieu           |
| ------------- | -------------- | ----------------- | -------------- |
| 3 000 mètres  | 8 min 9 s 0    | 16 juillet 1996   | Stretford      |
| 5 000 mètres  | 14 min 15 s 22 | 30 juin 1996      | Gateshead      |
| 10 000 mètres | 28 min 33 s 18 | 11 juin 1994      | Sheffield      |
| 5 kilomètres  | 14 min 0 s     | 13 avril 1996     | Portsmouth     |
| 10 kilomètres | 28 min 24 s    | 8 octobre 1994    | Leipzig        |
| 10 miles      | 48 min 36 s    | 17 juin 1992      | Stoke-on-Trent |
| Semi-marathon | 1 h 3 min 5 s  | 18 septembre 1994 | South Shields  |